# Геллабрунн (зоопарк)
«Геллабрунн» (нім. Münchner Tierpark Hellabrunn) — зоопарк площею 36 гектарів у Мюнхені, Німеччина. Зоопарк розташований на правому березі річки Ізар, у південній частині Мюнхена.
Зоопарк «Геллабрунн» є членом Європейської асоціації зоопарків та акваріумів (EAZA) та Всесвітньої асоціації зоопарків та акваріумів (WAZA) і бере участь в Європейській програмі збереження видів (EEP).

## Історія
25 лютого 1905 року утворилося «Товариство зоологічного саду в Мюнхені» (нім. Verein Zoologischer Garten München e.V.), а місцевість Геллабрунн була обрана як місце для зоопарку, який був зведений за проектом архітектора Емануеля фон Зайделя. Зоопарк відкрили для публіки 1 серпня 1911. Оскільки рівень підземних вод тут досить високий, а вода дуже гарної якості, зоопарк може покривати свої потреби в прісній воді використовуючи власні криниці.
В 1922 році зоопарк було закрито через інфляцію в Німеччині. Знову його відкрили 23 травня 1928 року, і він став першим геозоопарком у світі (тварини були поєднані із іншими тваринами того ж географічного регіону). Зоопарк також займався котроверсійною дедоместикацією, щоб «відтворити» вимерлих тварин.
Під час Другої світової війни зоопарк зазнав великих руйнувань через стратегічне бомбардування коаліції, але його змогли відкрити у травні 1945 року.
1970 року був складений план реконструкції зоопарку.

## Сучасний стан
Геллабрунн є одним із найбільш біологічно різноманітних зоопарків у Європі. 2013 року зоопарк посів 4 місце серед зоопарків Європи (піднявшись із 12-го).
У 2014 році тут налічувалося 767 видів.